# طحالب ترنتبول
طحالب ترنتبول (الاسم العلمي:Trentepohliaceae) هي فصيلة من الطحالب الخضراء تتبع رتبة طحلبيات ترنتبول من طائفة الأشنيات الأولفانية.

## التصنيف
- طحلب ترنتبول